# Cyclophora ianthinarium
Cyclophora ianthinarium là một loài bướm đêm trong họ Geometridae.